# Castello di Seyfriedsberg
Il castello di Seyfriedsberg (Schloss Seifriedsberg) è un edificio sito nella città tedesca di Ziemetshausen, nel circondario svevo di Günzburg.
Si trova tre chilometri a sud di Ziemetshausen ed è costituito da un edificio principale a tre piani e da un'ala laterale costruita ad angolo retto. L'edificio principale e quello d'ingresso sono collegati da un muro con tetto a due falde in tegole, creando un cortile chiuso. La cripta principesca, decorata con lo stemma dell'alleanza delle famiglie principesche Oettingen-Wallerstein e Hohenlohe-Schillingsfürst, si trova 500 metri a est del castello.

## Storia

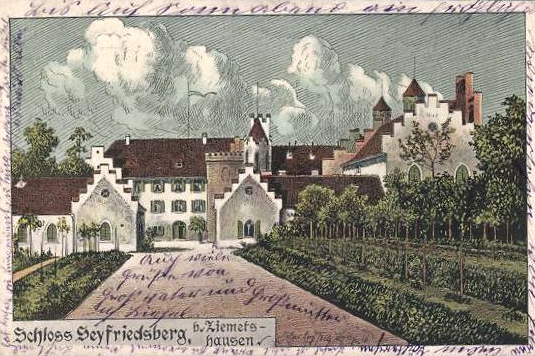
Castello di Seyfriedsberg, cartolina disegnata di Eugen Felle (1869–1934)

Il castello di Seyfriedsberg fu menzionato per la prima volta il 4 aprile 1251 come sede degli Hohenstaufen Konrad Spannagel. Il nome può probabilmente essere fatto risalire al nome Siegfried, più volte utilizzato nella famiglia Spannagel/von Hattenberg. Di conseguenza, la proprietà fu inizialmente chiamata Sifritspurc o Sifritsperc, da cui si è sviluppato il nome attuale. Probabilmente attorno al 1280 il margraviato di Burgau ricevettero un feudo a Seyfriedsberg dal re asburgico Rodolfo I. Il 5 aprile 1293 il margravio Enrico II di Burgau e suo nipote Enrico (III) vendettero Seyfriedsberg al vescovo Wolfhart di Augusta. Intorno al 1306 il dominio tornò nelle mani degli Asburgo, che lo diedero in pegno all'influente cittadino di Ulm Kunzelmann nell'ambito di un'operazione di prestito riscattando nuovamente il vincolo ipotecario il 13 luglio 1312.

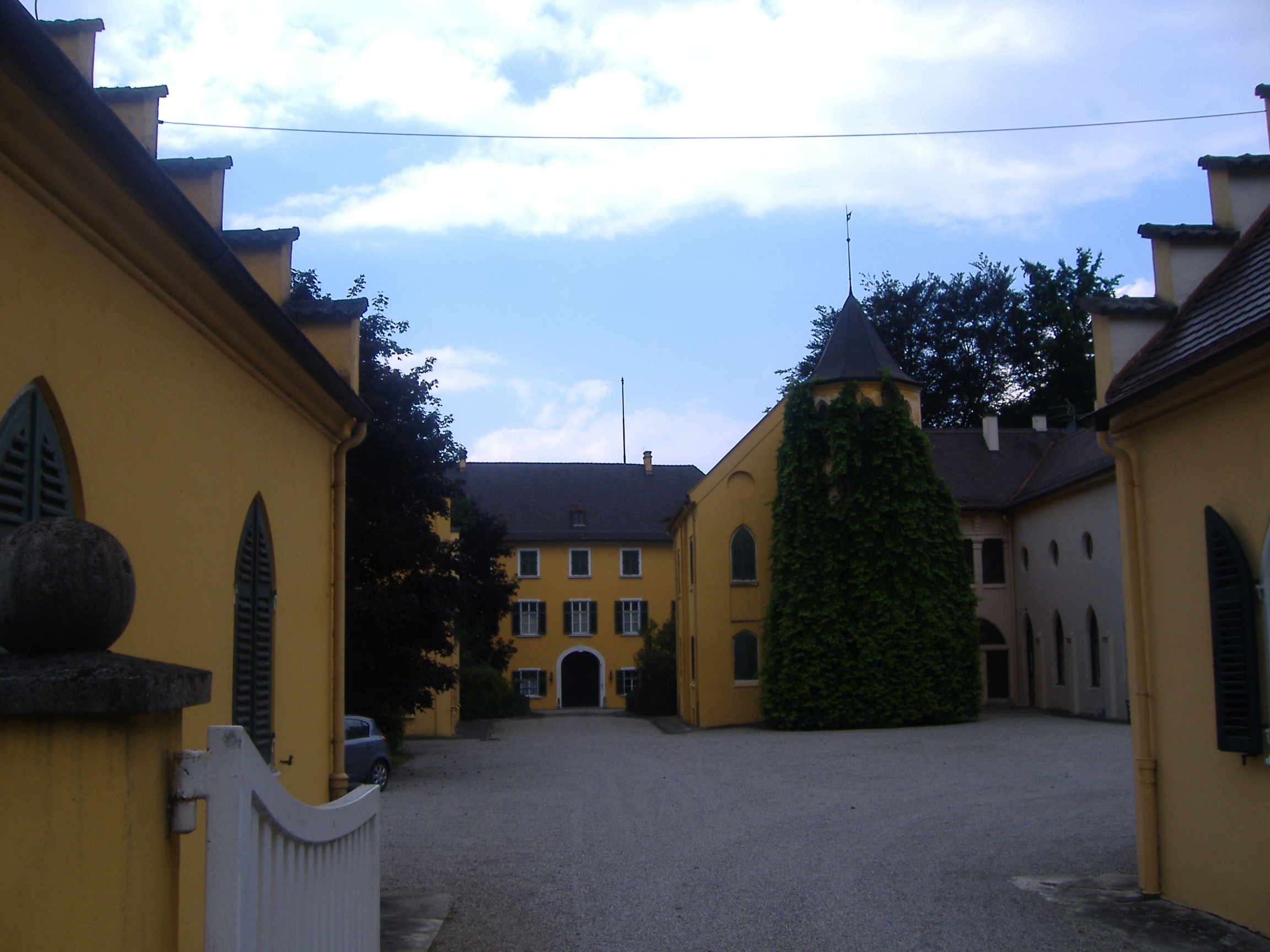
Vista sul piazzale.

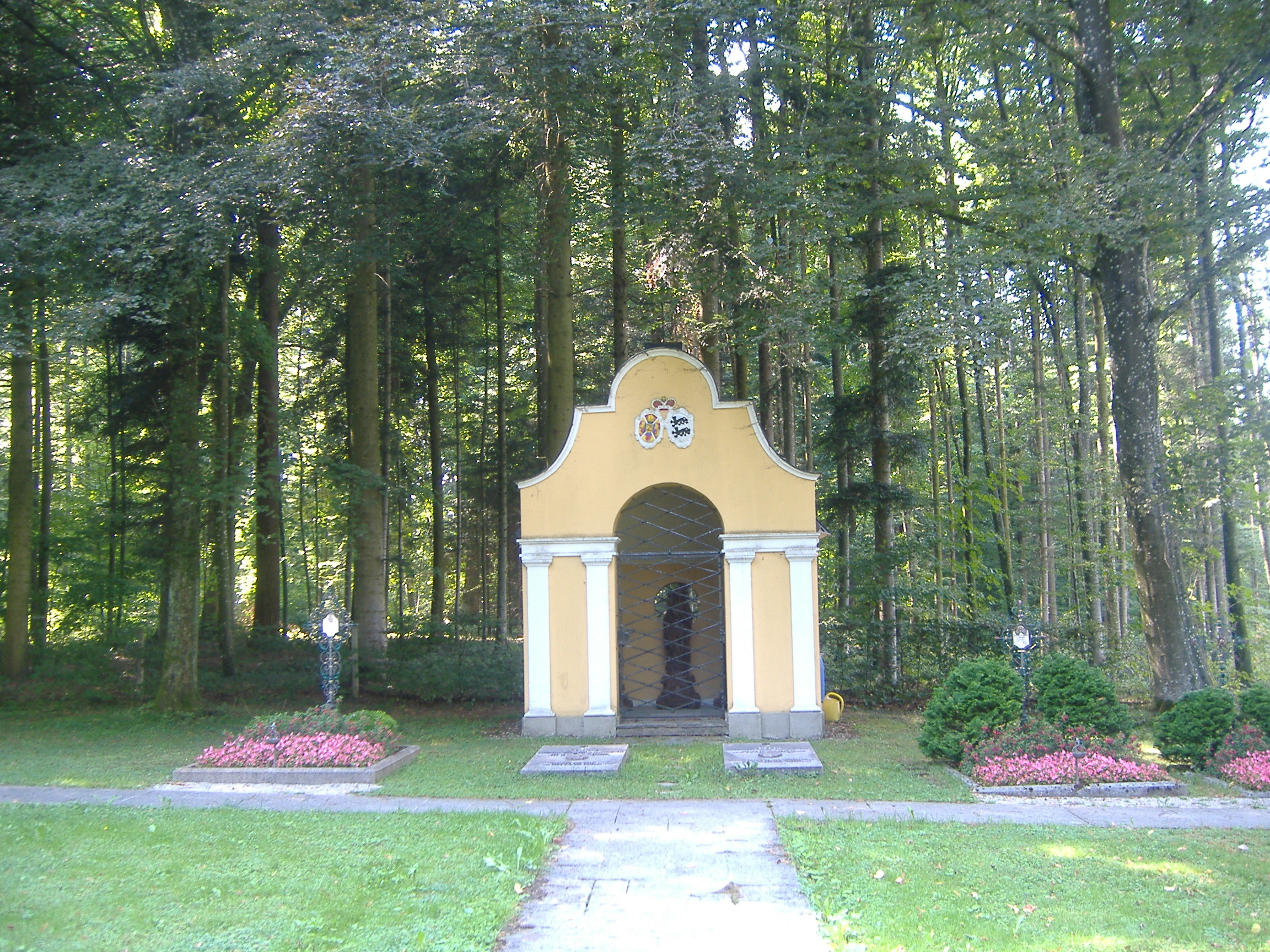
La cripta principesca.

Carl Villinger von Schöneberg il Vecchio costruì il castello di Seyfriedsberg dal 1529 al 1568. All'inizio del XVII secolo Carl Villinger von Schöneberg fece costruire il canile e allestire i giardini del palazzo. Nel 1628 il controllo passò al tesoriere e maestro cacciatore del margraviato di Burgau, Jakob de Saint Vincent. Fece costruire l'ala sud con un cancello nel 1631. Nel novembre 1667 Ernst Graf zu Oettingen-Wallerstein rilevò Seyfriedsberg. Dopo che gli Asburgo annullarono il pegno, nel 1751 il conte Philipp Karl von Öttingen-Wallerstein acquisì finalmente la tenuta per una grossa somma come feudo di un uomo austriaco (ereditabile).
Nei secoli successivi il castello di Seyfriedsberg fu più volte ricostruito e ampliato. Nel 1810 venne ricostruita la doppia arcata del ponte del castello sull'Halsgraben. Durante la ristrutturazione del 1891 fu scoperta la spalla del ponte levatoio del castello medievale. Una ristrutturazione generale dell'edificio principale avvenne tra il 1838 e il 1851: nel 1846 furono costruiti alcuni portici in sostituzione dei fabbricati agricoli demoliti. Questi sono costituiti dall'ala nord-ovest a due piani, dalla cosiddetta biblioteca con torre ottagonale e tetto a punta, e dal lato sud-ovest dall'edificio della chiusa. Il piazzale è chiuso dal palazzo del principe, dalla casa del giardiniere sul lato nord e dalla casa del custode, nonché da un muro verso l'edificio in forte pendenza sul lato sud.

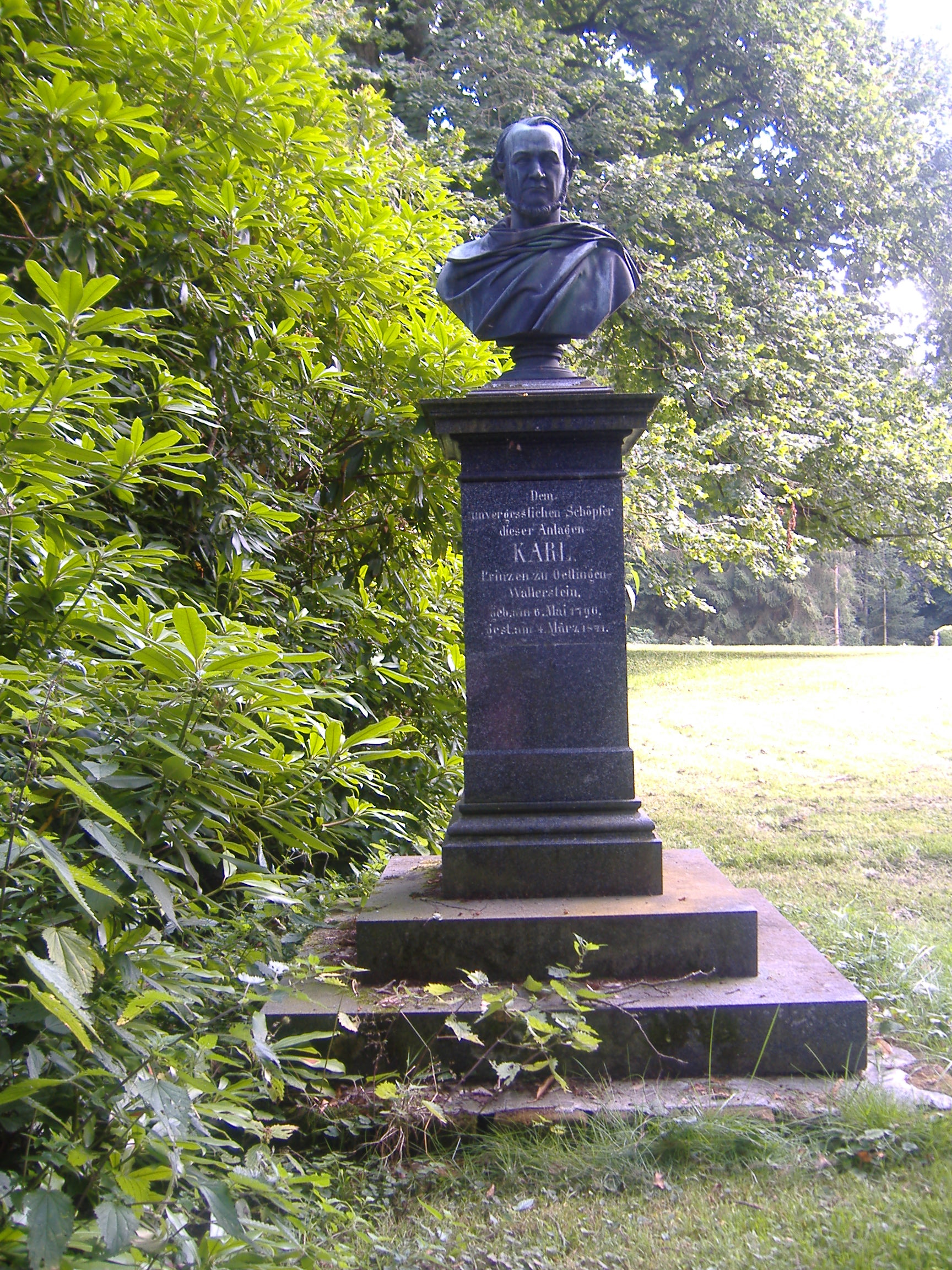
Monumento al principe Carlo, artefice dell'allestimento del parco del castello.

Nel 1848 Carlo Anselmo, principe di Oettingen-Wallerstein, fece creare davanti al castello un parco bosco-botanico, nel quale furono piantati arbusti e alberi provenienti da tutto il mondo. Il monumento naturale è liberamente accessibile agli interessati tutto l'anno.
Nel 1945 le truppe francesi saccheggiarono il castello.
Alcuni dei preziosi fondi della biblioteca del castello sono finiti nel commercio di libri antiquari.
Dopo che la casata Oettingen-Wallerstein visse nel Seyfriedsberg per quasi 350 anni, il castello, con una piccola parte del vasto terreno, fu venduto nel 2016 a quattro proprietari privati della Augsburger Impuls-Finanzmanagement AG. Gli edifici sono stati offerti come set cinematografici fino al 2019. Alla fine del 2019 si è saputo che la diocesi tedesca della Chiesa ortodossa russa in Germania voleva acquisire il castello in sostituzione del monastero di San Giobbe di Pochayev nel quartiere Obermenzing di Monaco, che esisteva dalla fine della Seconda guerra mondiale e il cui edificio aveva un disperato bisogno di essere ristrutturato. È ancora visitabile il bellissimo parco del castello con le rarità botaniche forestali dell'arboreto. La maggior parte della proprietà del castello, circa 1.150 ettari (principalmente boschi), è di proprietà della famiglia del cofondatore della SAP Klaus Tschira, morto nel 2015.